# NGC 3172
NGC 3172 is een spiraalvormig sterrenstelsel in het sterrenbeeld Kleine Beer. Het hemelobject werd op 4 oktober 1831 ontdekt door de Britse astronoom John Herschel. Dankzij de kleine radiale afstand van dit object tot de poolster (Polaris / Alpha Ursae Minoris) is het bekend als Polarissima of Polarissima Borealis.

## Synoniemen
- MCG 15-1-11
- NPM1G +89.0003
- ZWG 370.8B
- ZWG 370.2A
- PGC 36847